# Dálnice 50 (Izrael)
Dálnice 50 (hebrejsky 50 כביש‎, Kviš 50, oficiálně též Beginova dálnice כביש בגין‎, Kviš Begin nebo שדרות מנחם בגין‎, Sderot Menachem Begin, podle politika Menachema Begina, dříve Silnice 404 404 כביש‎, Kviš 404) je komunikace dálničního typu, budovaná od 90. let 20. století v Jeruzalémě, v Izraeli, jež slouží jako hlavní severojižní průtah městem.

## Trasa dálnice
Prochází od severu k jihu skrz západní část města Jeruzalém. Její výstavba probíhala postupně od 90. let 20. století do 2. dekády 21. století a po svém dokončení se stala hlavní severojižní silniční magistrálou izraelské metropole.
Centrální úsek v západní části města byl zprovozněn roku 1998. V roce 2002 následoval dlouhý severní úsek, který propojil město s průmyslovou zónou v Atarotu a s dálnicí číslo 45, po které je možné se dostat na dálnici číslo 443, jež je dopravně významná, protože poskytuje druhé kapacitní spojení Jeruzaléma s pobřežní nážinou, respektive s aglomerací Tel Avivu. Význam dálnice číslo 50 pro dopravní poměry v Jeruzalémě dále vzrostl v 2. dekádě 21. století, kdy došlo v několika etapách k jejímu prodloužení k jihu, až na východní okraj čtvrti Gilo, kde se napojila na výpadovku směrem na Guš Ecion a Hebron (dálnice číslo 60). V této nejjižnější části prochází dálnice územím, které není většinou mezinárodního společenství považováno za součást Izraele (Východní Jeruzalém, anektovaný po roce 1967). Výstavba komunikace proto vzbudila jisté kontroverze, zejména protože rozdělila palestinskou čtvrť Bajt Safáfá a obecně posílila izraelskou kontrolu nad těmito částmi Jeruzaléma.